# Blairgowrie and Rattray
Blairgowrie and Rattray (gälisch: Blàr Ghobharaidh und Raitear), umgangssprachlich kurz Blair genannt, ist ein Zusammenschluss zweier schottischer Kleinstädte in der Council Area Perth and Kinross. Er ist etwa 19 km nordnordöstlich von Perth und etwa 25 km nordwestlich von Dundee gelegen. Im Jahre 2011 verzeichnete Blairgowrie and Rattray 8954 Einwohner. Blairgowrie bedeutet in etwa „Ebene der Wildziegen“.

## Geschichte
Im späten 1. Jahrhundert n. Chr. gründete der römische Statthalter Gnaeus Iulius Agricola nahe Blairgowrie das Legionslager Inchtuthil als Hauptquartier für seine Feldzüge gegen die kaledonischen Stämme. Es war das Zentrum der Militäreinrichtungen in Nordschottland und Basis der Legio XX Valeria Victrix. Das Lager befindet sich sieben Kilometer südwestlich von Blairgowrie.
Blairgowrie und Rattray wuchsen als einzelne, durch den Fluss Ericht getrennte Siedlungen, wobei sich Blairgowrie am West- und Rattray am Ostufer befindet. Beide Ortschaften waren schon früh durch eine Brücke verbunden. Mit der Einführung wassergetriebener Textilmühlen wuchsen die Ortschaften. Die fruchtbaren Böden der Gegend werden heute für den Obstanbau genutzt. Im Zuge der Industrialisierung im 19. Jahrhundert wuchs Blairgowrie rapide von 1025 Einwohnern im Jahre 1811 auf 3950 im Jahre 1881. Zwischen 1961 und 1991 ist eine zweite Wachstumsphase auszumachen, in der weitere 2800 Personen hinzukamen. Auch die Einwohnerzahl Rattrays verdoppelte sich zwischen 1831 und 1881 auf 2533.

## Verkehr
Blairgowrie and Rattray ist durch die A93, die Perth via Ballater mit Aberdeen verbindet, an das Fernstraßennetz angeschlossen. Die Straße durchquert Blairgowrie von Süden kommend, überquert den Ericht und verlässt schließlich Rattray in Richtung Nordwesten. Die Brücke zwischen beiden Stadtteilen bestand bereits im 19. Jahrhundert und wurde im Jahre 1871 modernisiert und verbreitert. 1855 wurde Blairgowrie an das Eisenbahnnetz angeschlossen. Hierzu wurde eine Stichbahn von Coupar Angus nach Blairgowrie geführt, welche dort endete. Die Strecke wird jedoch heute nicht mehr betrieben.

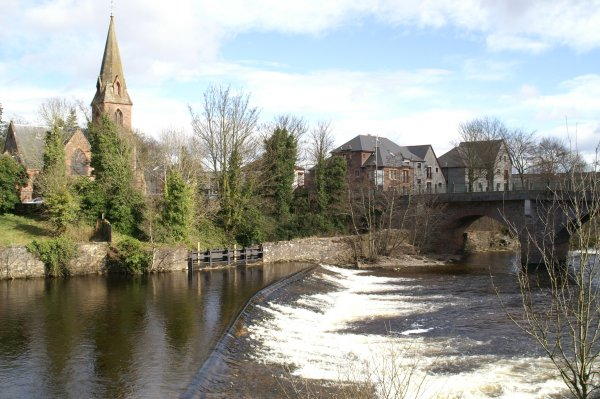
Rattray von Cowdenbeath aus gesehen
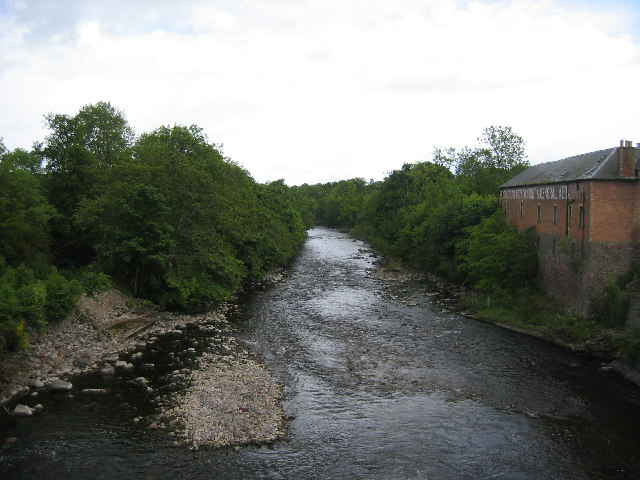
Der Ericht zwischen beiden Stadtteilen
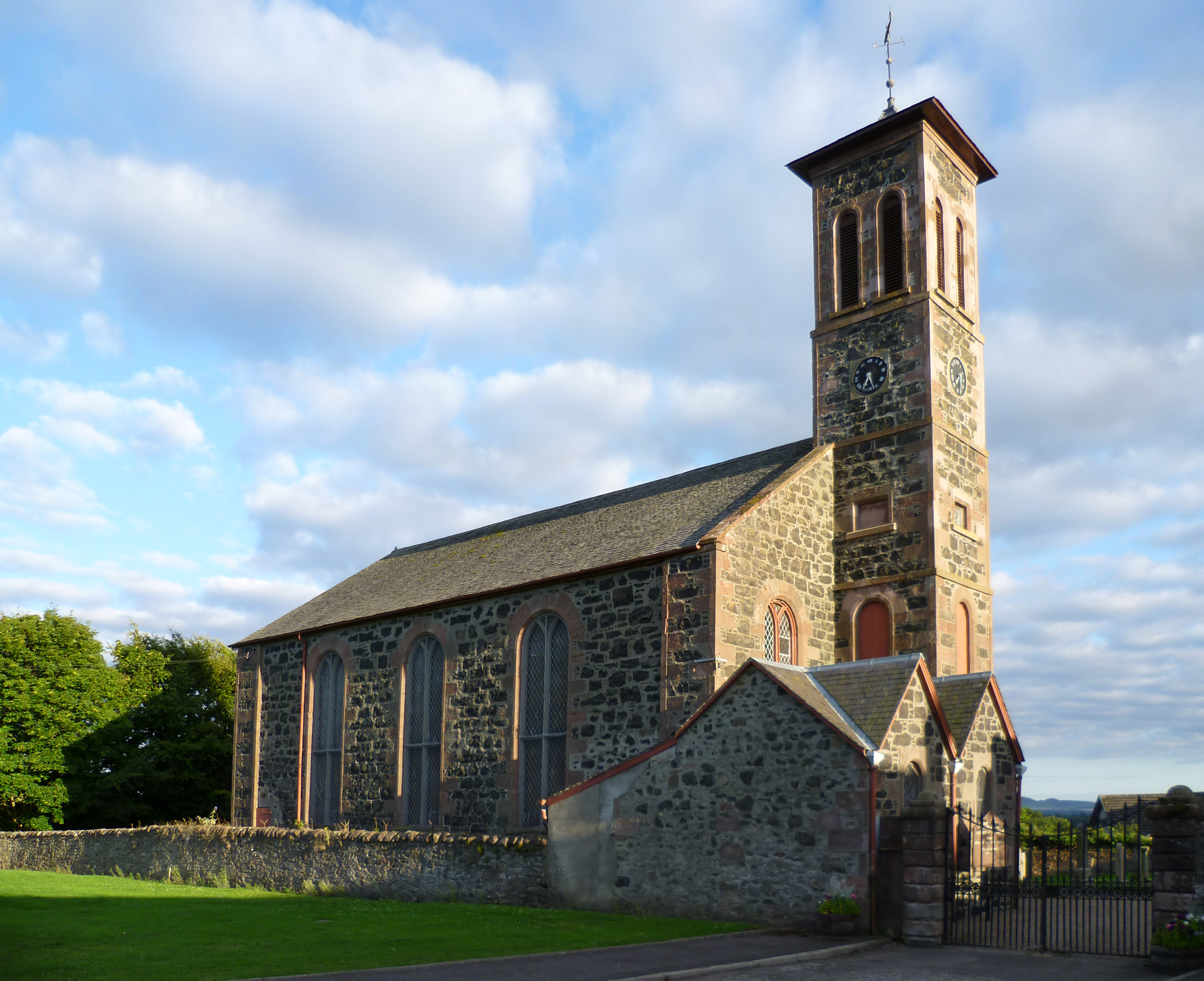
Kirche in Rattray
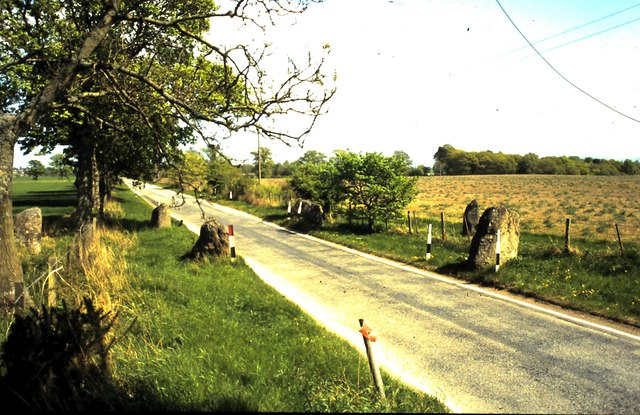
Der von einer Straße geteilte Steinkreis von Ardblair

## Persönlichkeiten
- Ross Graham (* 2001), Fußballspieler